# Lauri Allan Törni

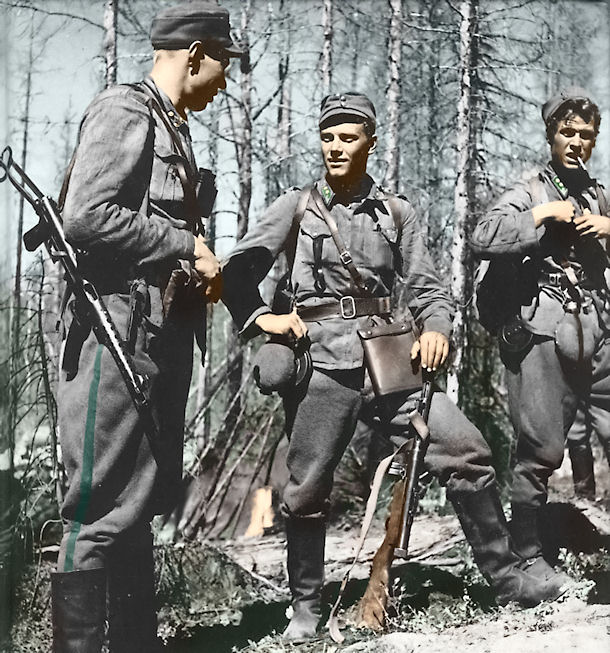
Lauri Allan Törni trong quân đội Phần Lan.

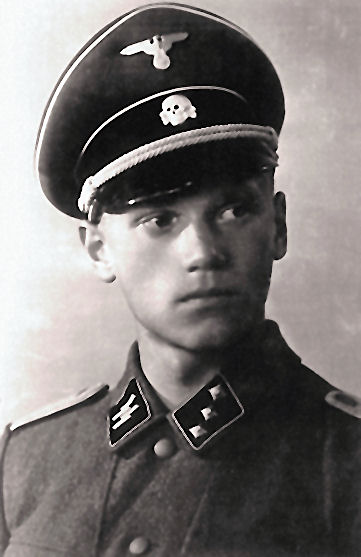
Lauri Allan Törni trong quân đội Đức Quốc Xã.

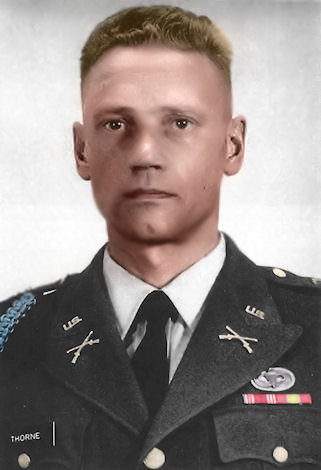
Lauri Allan Törni trong quân đội Hoa Kỳ.

Lauri Allan Törni là một quân nhân tham gia bốn quân đội của bốn quốc gia khác nhau trong cuộc đời ông bao gồm quân đội Phần Lan (1938-1944), quân đội Đức Quốc Xã (1945), quân đội Hoa Kỳ (1954-1965), và quân lực Việt Nam Cộng hòa (1965) nhưng tham gia với tư cách không chính thức. Ông đã giành được nhiều phần thưởng và huy chương trong sự nghiệp quân đội của mình.

## Tiểu sử và binh nghiệp

### Thời thơ ấu và tham gia quân đội Phần Lan
Lauri Allan Törni sinh ngày 28 tháng 5 năm 1919 ở tỉnh Viipuri, Phần Lan. Sau khi theo học trường kinh doanh và phục vụ với Lực lượng Bảo vệ Dân sự, Törni tham gia nghĩa vụ quân sự vào năm 1938, gia nhập Tiểu đoàn Bộ binh Jaeger độc lập số 4 của quân đội Phần Lan đóng tại Kiviniemi. Khi Chiến tranh Mùa đông bắt đầu vào tháng 11 năm 1939, đơn vị của ông đã đối đầu với quân đội Liên Xô tấn công tại Rautu.

### Tham gia quân đội Đức Quốc Xã
Tháng 9 năm 1944, Liên Xô yêu cầu Phần Lan loại bỏ quân đội Đức Quốc Xã khỏi lãnh thổ của mình trong thời kỳ này, phần lớn Quân đội Phần Lan đã xuất ngũ, bao gồm cả Törni, khiến ông thất nghiệp vào tháng 11 năm 1944. Vào tháng 1 năm 1945, ông được một phong trào kháng chiến thân Đức ở Phần Lan tuyển mộ và rời đi Phần Lan để đến Đức, và tổ chức kháng chiến trong trường hợp Phần Lan bị Liên Xô chiếm đóng. Khóa huấn luyện đã kết thúc sớm vào tháng 3, nhưng vì Törni không thể về đến Phần Lan kịp, ông đã gia nhập một đơn vị thuộc lực lượng Waffen-SS của Đức Quốc Xã để chiến đấu với quân đội Liên Xô gần Schwerin, Đức. Ông đầu hàng quân đội Mỹ và Anh trong giai đoạn cuối của Thế chiến II và cuối cùng trở về Phần Lan vào tháng 6 năm 1945 sau khi trốn khỏi một trại tù binh Anh ở L Cantereck, Đức.
Sau khi trốn thoát, ông lại bị cảnh sát Phần Lan bắt giữ lần thứ hai vào tháng 4 năm 1946 vì đã tham gia Quân đội Đức Quốc Xã, vì vào thời điểm tháng 1 năm 1945, Phần Lan vẫn chưa gia nhập quân Đồng Minh, nên phe Phần Lan thân Đức (trong đó có Törni) sợ bị Liên Xô chiếm đóng đến tháng 3 thì Phần Lan mới gia nhập phe đồng minh thì Törni đã gia nhập lực lượng SS của Đức. Tháng 1 năm 1947 ông bị kết án 6 năm tù giam nhưng đến tháng 12 năm 1948 thì ông được tổng thống Phần Lan ân xá.

### Tham gia quân đội Hoa Kỳ
Năm 1950, Törni đến Hoa Kỳ, ông sống thành phố New York và được cộng đồng người Mỹ gốc Phần Lan giúp đỡ. Törni gia nhập Quân đội Hoa Kỳ vào năm 1954, với sự hỗ trợ của những người Mỹ gốc Phần Lan, Törni đã gia nhập Lực lượng đặc biệt của quân đội Hoa Kỳ. Khi Hoa Kỳ triển khai quân ở miền nam Việt Nam vào tháng 11 năm 1963 sau cái chết của tổng thống Ngô Đình Diệm để hỗ trợ các lực lượng Việt Nam Cộng Hòa trong Chiến tranh Việt Nam, Törni và Lực lượng đặc nhiệm A-734 đã đóng quân tại Châu Lăng và sau đó là Tịnh Biên. Trong một cuộc tấn công dữ dội vào trại CIDG ở Tịnh Biên, ông nhận được hai huy chương Trái Tim Tím và Huy chương Ngôi Sao Đồng.

### Tham gia quân lực Việt Nam Cộng Hòa (một cách không chính thức)
Sau đó vào năm 1965, ông chuyển sang Bộ Tư lệnh Hỗ trợ Quân sự, Việt Nam Cộng Hòa để hỗ trợ trực tiếp cho Việt Nam Cộng hòa chống lại lực lượng du kích cộng sản tại Việt Nam.

### Bị tai nạn khi làm nhiệm vụ và qua đời, an táng
Vào ngày 18 tháng 10 năm 1965, ông đang giám sát một nhiệm vụ bí mật để xác định vị trí các điểm quay đầu của Việt Cộng dọc theo đường mòn Hồ Chí Minh và tiêu diệt họ bằng các cuộc không kích. Trong quá trình hoạt động, máy bay trực thăng của Việt Nam Cộng Hòa bị trục trặc và rơi trong một khu vực miền núi của huyện Phước Sơn, tỉnh Quảng Nam. Törni tử nạn cùng với các quân nhân Việt Nam Cộng Hòa là trung sĩ Bùi Văn Lành, trung úy Nguyễn Bảo Tùng và trung úy Phan Thế Long. Đội cứu hộ đã không thể xác định vị trí của vụ tai nạn. Năm 1999, hài cốt của Törni được tìm thấy và hài cốt của ông được chôn cất vào ngày 26 tháng 6 năm 2003 tại Nghĩa trang quốc gia Arlington, Hoa Kỳ.

## Phần thưởng và huy chương

### Trong quân đội Phần Lan
- Huân chương Tự do hạng 2, ngày 26 tháng 7 năm 1940
- Huân chương Tự do hạng nhất, ngày 24 tháng 8 năm 1940
- Thánh giá thứ 3, ngày 9 tháng 10 năm 1941
- Thánh giá thứ 4, ngày 23 tháng 5 năm 1942
- Thánh giá Mannerheim, ngày 9 tháng 7 năm 1944
- Huy chương đồng của lực lượng quốc phòng

### Trong quân đội Đức Quốc Xã
- Chữ thập sắt ngày 11 tháng 12 năm 1943 (ông được chính phủ Đức Quốc Xã trao tặng danh dự do ông chưa tham gia quân đội Đức Quốc Xã trong thời kỳ này).

### Trong quân đội Hoa Kỳ

#### Danh hiệu
- Huy hiệu chiến đấu bộ binh
- Huy hiệu lính dù

#### Huy chương
- Quân đoàn công đức
- Chữ thập bay đặc biệt
- Huy chương Sao đồng
- Trái tim màu tím với cụm lá sồi

### Trong quân lực Việt Nam Cộng hòa
- Chiến dịch Bội tinh (Việt Nam Cộng hòa)